# Alejandro Barrera
Alejandro Barrera García (ur. 12 maja 1991 w Oviedo) – hiszpański piłkarz występujący na pozycji pomocnika w Extremadurze.